# James Hong
James Hong (吳漢章; Mineápolis, Minesota; 22 de febrero de 1929) es un actor estadounidense y expresidente de la AAPAA (Asociación de Artistas Estadounidenses de Asia y el Pacífico).

## Comienzos
Hong nació en Mineápolis (Minnesota). Su padre, Frank W. Hong, emigró de Hong Kong a Chicago a través de Canadá, donde era propietario de un restaurante. El abuelo de Hong era de Taishan (China).
Para sus primeros estudios Hong se trasladó a Hong Kong, y regresó a Estados Unidos a la edad de diez años. Estudió ingeniería civil en la Universidad del Sur de California, pero más tarde se interesó en la actuación y estudió con Jeff Corey. Hong fue ingeniero de caminos en el Condado de Los Ángeles durante siete años, y actuaba durante sus vacaciones y días de enfermedad. Finalmente abandonó la ingeniería y se dedicó a tiempo completo al trabajo como actor y actor de voz.

## Carrera
Su carrera en el mundo del espectáculo comenzó en los años 50, cuando hizo el doblaje de las bandas sonoras de varias películas asiáticas, incluido el redoblaje de los personajes Ogata y el Dr. Serizawa de la película japonesa Godzilla, rey de los monstruos (1956), así como el personaje del título en el El vapor humano. Igualmente actuó en un capítulo de la famosa serie El Zorro (1957), donde interpretó a un príncipe chino secuestrado. En 1965, Hong fue uno de los miembros fundadores de la East West Players (Actores de Oriente-Occidente), una de las primeras organizaciones asiático-estadounidenses de teatro.
Hong actuó en el capítulo 21 de Mi bella genio, en la primera temporada, como un espía chino con la intención de robar información sobre el proyecto "Gamma" de la NASA.
Ha actuado en más de 500 programas de televisión y películas de cine, y la lista sigue creciendo. En 2008 apareció en El día en que la Tierra se detuvo y Kung Fu Panda, donde interpretó la voz de Ping, el ganso «padre» del protagonista Po (interpretado por Jack Black). Por su interpretación fue nominado a un Premio Annie.
Hong fue estrella invitada en la serie de televisión Kung Fu (1972-1975), se unió al elenco en la última temporada de Switch (como Wang) y también hizo de asistente de vuelo en la película The In-Laws (1979). Asimismo fue
policía en la comedia de culto Airplane! (1980). Es quizás más ampliamente conocido como el inmortal mago fantasma Lo Pan en la película Big Trouble in Little China (1986, de John Carpenter), como el fabricante de ojos en Blade Runner, como
detective privado en El caso de la viuda negra, y también por su participación en la película El viñedo (1989). Actuó como
anfitrión de un restaurante chino en el conocido episodio de Seinfeld «El restaurante chino», y desempeñó un
papel similar en un episodio de The Big Bang Theory. También interpretó a Hoshi, el exsicario y entrenador de boxeo de Pete, el novio de Mónica, en el episodio «The One With The Ultimate Fighting Champion» en Friends. Hong hizo de Jeff Wong, el padre de Cassandra Wong (que resulta ser un experto en artes marciales), en la secuela de comedia Wayne's World 2 (1993). Hong tuvo un pequeño papel en la película de cine independiente Broken Vessels (1998). Más adelante desempeñó el papel de Mr. Takato en la película Chasing Zoey. Interpretó a un hombre «no existente» en la serie de televisión Zoey 101, que enseña a manejar una transmisión manual a Michael Barret.
Hong fue la voz de Daolon Wong, un mago malvado en la serie de televisión Las aventuras de Jackie Chan. Fue la voz de Chi Fu en la película Mulan (de Disney), mandarín en Super Escuadrón Ciber Monos Hiperfuerza ¡Ya!, y el profesor Chang en Teen Titans. Hizo un cameo en la serie de televisión Las Vegas como un monje estafador. James Hong también prestó su voz en los dibujos animados Chowder (de Cartoon Network) como mentor de Mung Daal en el episodio «Won-Ton Bombs».

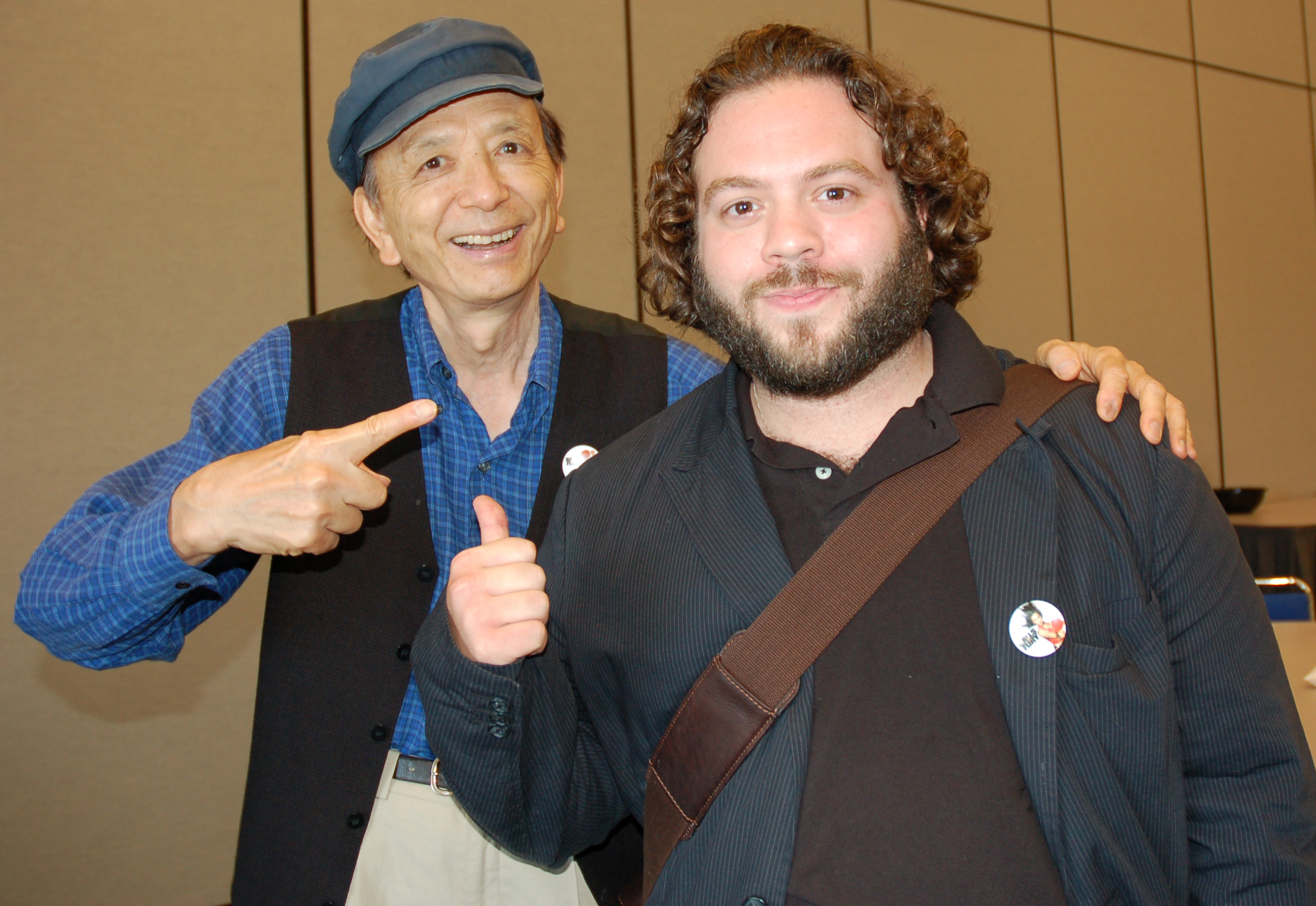
Hong con Dan Fogler en la Convención Internacional de Cómics de San Diego de 2007.

Hong también hizo las voces del coronel Zhou Peng en el videojuego Mercenarios: El arte de la destrucción, el Dr. Chang en Def Jam: Icon (en 2007), Ancient Wu en True Crime: Streets of LA, y repitió su papel de Chew en el videojuego de Blade Runner. Sus apariciones más recientes fueron en las películas Balls of Fury, y las secuelas de Kung Fu Panda, Kung Fu Panda 2, Kung Fu Panda 3 y Kung Fu Panda 4.

## Su hija April Hong
James Hong tiene una hija, April Hong, a quien entrenó y apoyó en su carrera de actriz desde que empezó a mostrar gran interés en actuar, cantar y bailar a los 4 años de edad. Desde entonces se ha entrenado en varias técnicas de actuación no sólo de su padre, sino también de Uta Hagen, Konstantín Stanislavski, la Escuela de Drama de Yale y Viola Spolin. Sus experiencias le han llevado a descubrir su propio enfoque para el arte y el mundo del espectáculo. Cuando era niña apareció en papeles protagónicos en los vídeos del grupo Kidsongs, en la película Lotus (del galardonado documentalista y director Arthur Dong); en programas de televisión como China Beach y General Hospital; en las series animadas para televisión The Real Ghostbusters, Slimer, Captain Planet, y muchos más.

Sus créditos más recientes incluyen programas de televisión como Desperate Housewives, 90210, ER y Numb3rs. También hizo el doblaje en los juegos interactivos La momia: la tumba del emperador dragón y Command & Conquer: Red Alert 3, y apareció en anuncios publicitarios estadounidenses para Microsoft y Chrysler. 

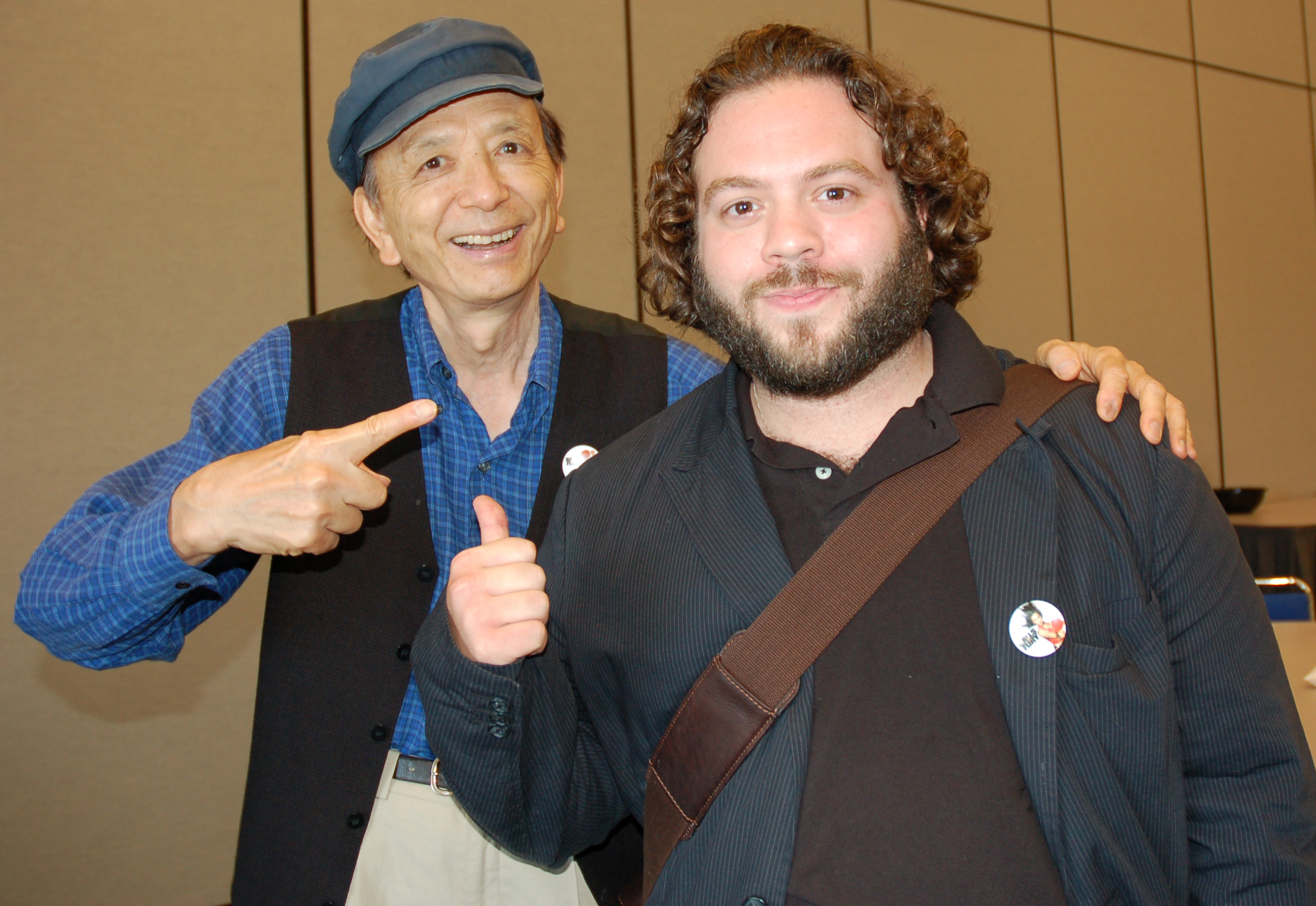

## Filmografía

### Cine y televisión
| Año       | Título                                            |
| 1955      | Soldier of Fortune                                |
| 1957      | El Zorro                                          |
| 1962-1963 | Ensign O'Toole                                    |
| 1963      | General Hospital                                  |
| 1966      | The Sand Pebbles                                  |
| 1965-1967 | I Spy                                             |
| 1972-1975 | Kung Fu                                           |
| 1974      | Chinatown                                         |
| 1979      | Mandrake                                          |
| 1980      | Airplane!                                         |
| 1981      | Confesiones verdaderas                            |
| 1982      | Blade Runner                                      |
| 1982-1983 | Marco Polo                                        |
| 1984      | Ninja III: The Domination                         |
| 1984      | Missing in Action                                 |
| 1985      | Blade in Hong Kong                                |
| 1986      | The Golden Child                                  |
| 1986      | Big Trouble in Little China                       |
| 1987      | El caso de la viuda negra                         |
| 1988      | Vice Versa                                        |
| 1988      | Hot to Trot                                       |
| 1989      | Tango & Cash                                      |
| 1991      | Goodbye Paradise                                  |
| 1993      | Wayne's World 2                                   |
| 1996      | Bloodsport 2                                      |
| 1996      | Paper Dragons                                     |
| 1997      | Red Corner                                        |
| 1998      | Mulan                                             |
| 2000      | The Art of War                                    |
| 2001      | The Ghost                                         |
| 2002      | Héroe                                             |
| 2002      | The Biggest Fan                                   |
| 2002-2004 | Las aventuras de Jackie Chan                      |
| 2006      | Totally Awesome                                   |
| 2004-2006 | Super Robot Monkey Team Hyperforce Go!            |
| 2007      | Balls of Fury                                     |
| 2008      | Kung Fu Panda                                     |
| 2008      | The Day the Earth Stood Still                     |
| 2011      | Scooby-Doo! Mystery Incorporated                  |
| 2010-2011 | I'm in the Band                                   |
| 2011-2016 | Kung Fu Panda: la leyenda de Po                   |
| 2011      | Kung Fu Panda 2                                   |
| 2012      | Safe                                              |
| 2013      | The Lost Medallion: The Adventures of Billy Stone |
| 2011-2013 | Par de Reyes                                      |
| 2014      | Patriot Act                                       |
| 2016      | Kung Fu Panda 3                                   |
| 2016      | The Blacklist                                     |
| 2022      | Everything Everywhere All at Once                 |
| 2022      | Turning Red                                       |
| 2024      | Kung Fu Panda 4                                   |